# Maja e Jezercës
Maja e Jezercës är ett berg i Albanska alperna (Prokletije) i norra Albanien. Med topphöjden 2 694 meter över havet är det den högsta toppen av Dinariska alperna.

## Robotskapad information
Berget ligger i den norra delen av landet, 120 km norr om huvudstaden Tirana.
Terrängen runt Maja e Jezercës är huvudsakligen bergig, men den allra närmaste omgivningen är kuperad. Maja e Jezercës är den högsta punkten i trakten.  Runt Maja e Jezercës är det glesbefolkat, med 18 invånare per kvadratkilometer.. 
Trakten runt Maja e Jezercës består i huvudsak av gräsmarker.